# Minamikyūshū
Minamikyūshū (jap. 南九州市 Minamikyūshū-shi) – miasto w Japonii, w prefekturze Kagoshima, na wyspie Kiusiu.

## Historia
Miasto Minamikyūshū powstało 1 grudnia 2007 roku w wyniku połączenia miasteczek Ei (z powiatu Ibusuki) oraz miasteczek Chiran i Kawanabe (z powiatu Kawanabe).

## Populacja
Zmiany w populacji terenu miasta w latach 1950–2015: